# Fish River (Sudafrica)
Il Fish River (talvolta detto Great Fish River per distinguerlo dal Fish River in Namibia) (afrikaans: Groot-Visrivier) è un fiume della provincia del Capo Orientale, in Sudafrica, nei pressi di Port Elizabeth.
Storicamente, il Fish River rappresentò per lungo tempo il confine orientale della Colonia del Capo, a circa 800 km di distanza da Città del Capo. I boeri che stavano espandendo la Colonia verso est incontrarono in questa zona il popolo degli Xhosa, con cui entrarono in conflitto, dando inizio alle Guerre della Frontiera del Capo. Solo quando la Colonia passò sotto il controllo inglese gli Xhosa vennero definitivamente sconfitti, ma solo dopo quasi due secoli di battaglie. Gli Xhosa, erano una popolazione di ceppo Bantu, che si era spinta fino al fiume Fish a scapito dei Khoisan, cacciatori-raccoglitori sprovvisti delle tecniche agricole e delle tecnologie adatte per affrontare i Bantu-Xhosa. Dal canto loro i Xhosa non poterono mai attraversare il fiume Fish, perché le loro coltivazioni tropicali non potevano crescere con buoni risultati nella zona sud del fiume, dove inizia il clima temperato.
Per migliaia di anni infatti, il fiume Fish rappresentò un limite naturale invalicabile per tutte quelle colture di clima temperato che non potevano crescere nella fascia tropicale, e, viceversa,  per tutte quelle colture tropicali che non potevano crescere in zone temperate; l'arrivo dei coloni europei modificò questo limite,ma solamente grazie alla creazione di colture intensive appositamente studiate e a alla scelta genetica delle piante che più si adattavano a climi diversi.
Attorno al Fish River si estendono la riserva naturale Fish River Nature Reserve e riserve private come la Kwandwe Game Reserve. Ogni anno sul Fish River si tiene la competizione di canoa Fish River Canoe Marathon.
L'area compresa fra Port Elizabeth e il Fish River si chiama Sunshine Coast.